# Diego Gómez (football, 1984)
Pour les articles homonymes, voir Diego Gómez.
Ne doit pas être confondu avec le footballeur paraguayen né en 2003 Diego Gómez
Diego Sebastián Gómez dit Diego Gómez est un footballeur franco-argentin, né le 5 janvier 1984, qui évolue au poste de milieu offensif.
Réputé pour la qualité de ses coups de pied arrêtés,, il effectue principalement sa carrière en France dans des clubs de football de Ligue 2.

## Biographie

### Début de carrière au FC Gueugnon (2003-2007)
Diego Gómez commence sa carrière en Ligue 2 au FC Gueugnon, à 19 ans, lors de la saison 2003-2004. Il fait sa première apparition sous le maillot des forgerons au Stade Jean Laville le 29 novembre 2003, lorsque Gueugnon accueille l'AS Nancy-Lorraine pour le compte de la 16e journée de championnat. Durant cette première saison, il est un remplaçant très peu utilisé.
Pour sa deuxième saison en Saône-et-Loire, l'Argentin est toujours remplaçant et joue peu. Il marque cependant le premier but de sa carrière à 21 ans, le 20 mai 2005 lors de la 37e journée du championnat.
Au cours des deux saisons suivantes, Diego Gómez ne parvient pas à s'imposer durablement comme titulaire au sein de l'effectif gueugnonnais et à l'échéance de son contrat il n'est pas conservé. En quatre saisons il a disputé 45 matchs et marqué 4 buts.

### Artisan de la remontée du Tours FC en Ligue 2

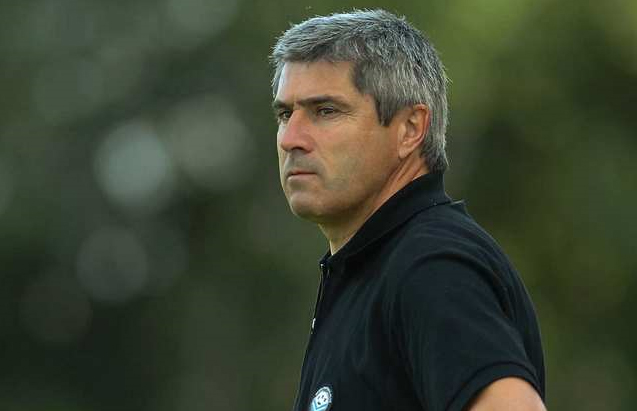
Sous les ordres de Daniel Sanchez, Diego Gómez évolue à Tours de 2007 à 2010.

En 2007, laissé libre par son ancien club, il signe au Tours FC qui vient d'être relégué en National. Il arrive dans un club qui connaît, du fait de sa relégation, des modifications importantes durant l'été, en particulier avec l'arrivée d'un nouvel entraîneur (Daniel Sanchez) et de nombreux nouveaux joueurs, dont Laurent Koscielny.
Il parvient cette fois à s'imposer comme titulaire et participe aux bons résultats du club qui fait une entame de saison prometteuse.
Il est d'ailleurs l'auteur d'un doublé lors de la deuxième journée de championnat, face à Créteil.
À l'issue de la saison le club se classe deuxième et est promu en Ligue 2, notamment grâce aux bonnes performances de Diego Gómez qui a inscrit 9 buts en championnat. Il participe également au parcours honorable des Tourangeaux en Coupe de France en inscrivant 4 buts en 6 matchs.
L'Argentin est devenu un élément important de l'équipe en participant à un total de 38 matchs pour 13 buts sur l'ensemble de la saison.
Pour son retour en Ligue 2, Diego Gómez inscrit un but dès la première journée face à Sedan. Joie de courte durée puisqu'il se blesse ensuite pour une longue période et est écarté durablement des terrains. Il ne retrouvera jamais sa place de titulaire et quitte le club à l'issue de la saison 2009-2010.

### Renaissance à Angers depuis 2011

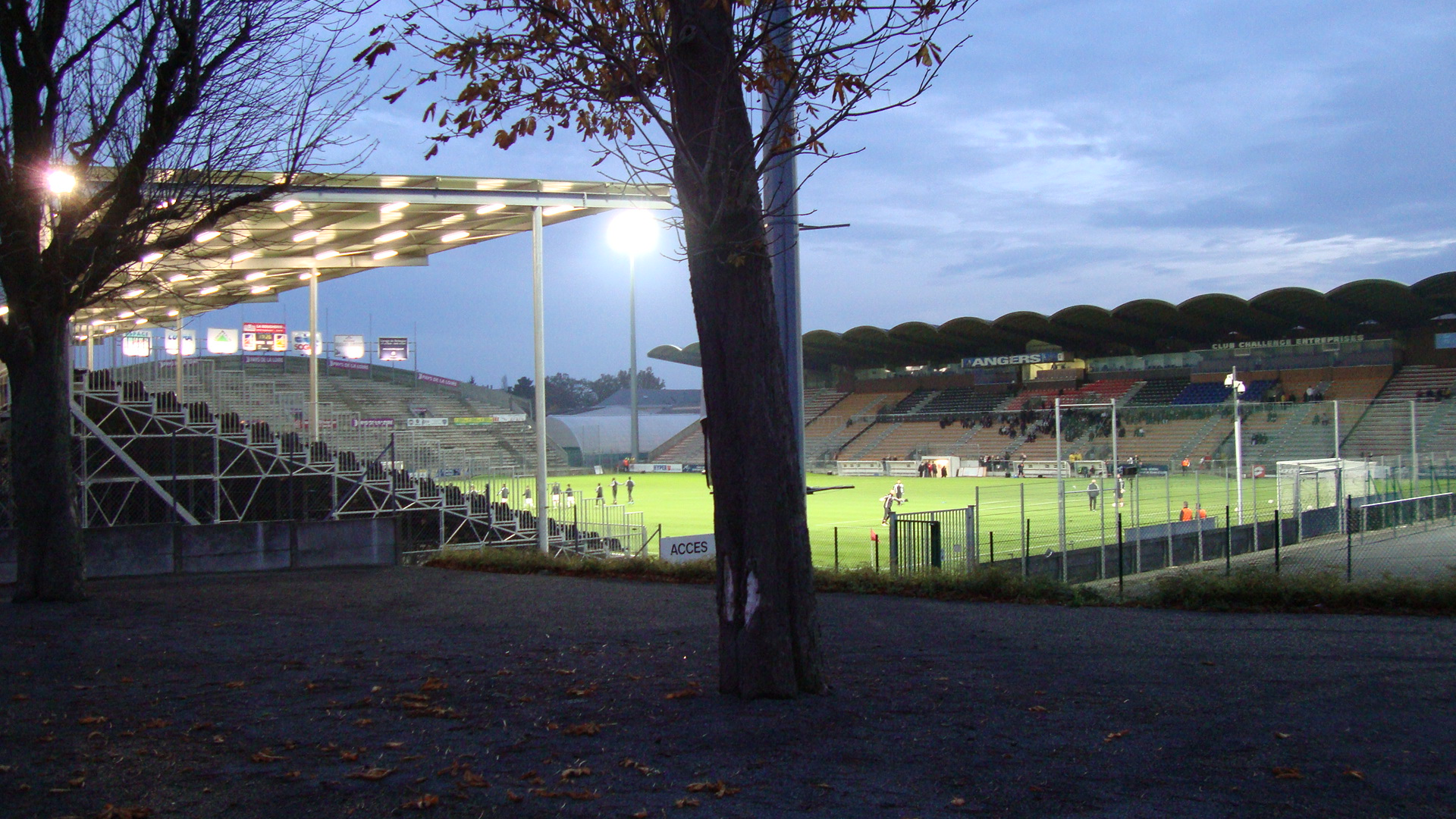
C'est au stade Jean Bouin d'Angers que Diego retrouve le chemin des filets en Ligue 2.

Laissé libre par le Tours FC à la fin de son contrat, Diego Gómez passe un mois au centre de l'UNFP. Il ne retrouve pas de club professionnel mais il est repéré par l'EDS Montluçon, club qui évolue en CFA 2. Il rejoint le club amateur le 23 juillet 2010, mais il ne va y rester qu'une demi-saison. En effet, lors d'un match contre l'équipe réserve d'Angers, il se fait remarquer et rejoint le SCO Angers le 2 janvier 2011 lors du mercato hivernal,. Six mois après avoir quitté Tours, l'Argentin retrouve une formation évoluant en Ligue 2.
Moins d'une semaine après avoir signé à Angers, il est aligné d'entrée le 8 janvier 2011 pour la réception de Valenciennes en 1/32e de finale de Coupe de France. C'est d'ailleurs dans cette compétition qu'il inscrit le 2 mars 2011 son premier but sous ses nouvelles couleurs contre Chambéry en 1/4 de finale.
Pour sa première demi-saison avec le SCO d'Angers, Diego Gómez dispute 16 matchs et marque 2 buts. 
Lors de la saison 2011-2012 il se fait remarquer pour la qualité de ses passes et de ses coups de pied arrêtés: avec un total de 6 passes décisives, il est à la trêve le meilleur passeur de Ligue 2, ex æquo avec Thibault Giresse. Il finit meilleur passeur de la division avec 10 passes décisives. 
Après un an et demi d'arrêt, à la suite d'une intervention chirurgicale rare (greffe du ménisque) et parfaitement réussie, il retrouve le terrain, en mai 2015, sous l'ovation de 10 000 spectateurs. Il participe ainsi à la fin du championnat et à la montée du SCO en Ligue 1. Non prolongé à la fin de son contrat le 30 juin 2015, il continue tout de même de s'entrainer à La Baumette, le centre d'entraînement du club angevin, avant qu'une prolongation de contrat ne soit évoquée  mi-septembre,. Celle-ci se concrétise le 1er octobre 2015 où il paraphe un nouveau contrat d'un an. Il fait son retour dans le groupe angevin lors du déplacement du SCO à Tours pour les seizièmes de finale de la Coupe de la Ligue avant de découvrir la Ligue 1 le 6 novembre 2015 lors de la réception du Stade rennais en remplaçant Olivier Auriac à la 65e minute de jeu.

#### Prêt à l'US Boulogne
Avec 26 minutes de jeu en Ligue 1 à son actif, il prend la direction le 27 janvier 2016 de l'US Boulogne, évoluant en National, où il est prêté jusqu'au terme de la saison. Dès le 29 janvier, il débute et inscrit son premier but sous ses nouvelles couleurs face à Chambly (1-1).

## Carrière
| Saison                | Club                  | Championnat           | Championnat | Championnat | Coupe nationale | Coupe nationale | Coupe de la Ligue | Coupe de la Ligue | Total | Total |
| Saison                | Club                  | Division              | M.          | B.          | M.              | B.              | M.                | B.                | M.    | B.    |
| 2003-2004             | FC Gueugnon           | Ligue 2               | 3           | 0           | -               | -               | -                 | -                 | 3     | 0     |
| 2004-2005             | FC Gueugnon           | Ligue 2               | 13          | 1           | 1               | 0               | 1                 | 0                 | 15    | 1     |
| 2005-2006             | FC Gueugnon           | Ligue 2               | 10          | 2           | -               | -               | -                 | -                 | 10    | 2     |
| 2006-2007             | FC Gueugnon           | Ligue 2               | 16          | 0           | 3               | 3               | -                 | -                 | 19    | 3     |
| 2007-2008             | Tours FC              | National              | 32          | 9           | 5               | 4               | 1                 | 0                 | 38    | 13    |
| 2008-2009             | Tours FC              | Ligue 2               | 4           | 1           | 3               | 0               | 1                 | 0                 | 8     | 1     |
| 2009-2010             | Tours FC              | Ligue 2               | 7           | 0           | 1               | 0               | 2                 | 0                 | 10    | 0     |
| 2010-2011             | EDS Montluçon         | CFA 2                 | 2           | 3           | 1               | 0               | -                 | -                 | 3     | 3     |
| 2010-2011             | Angers SCO            | Ligue 2               | 12          | 1           | 4               | 1               | -                 | -                 | 16    | 2     |
| 2011-2012             | Angers SCO            | Ligue 2               | 35          | 3           | 4               | 3               | -                 | -                 | 39    | 6     |
| 2012-2013             | Angers SCO            | Ligue 2               | 21          | 1           | 2               | 0               | 2                 | 0                 | 25    | 1     |
| 2013-2014             | Angers SCO            | Ligue 2               | 9           | 0           | -               | -               | 1                 | 0                 | 10    | 0     |
| 2014-2015             | Angers SCO            | Ligue 2               | 6           | 0           | -               | -               | -                 | -                 | 6     | 0     |
| 2015-2016             | Angers SCO            | Ligue 1               | 1           | 0           | -               | -               | 1                 | 0                 | 2     | 0     |
| 2015-2016             | US Boulogne (prêt)    | National              | 6           | 1           | -               | -               | -                 | -                 | 6     | 1     |
| 2016-2017             | SO Cholet             | CFA                   | 27          | 9           | 1               | 0               | -                 | -                 | 28    | 9     |
| 2017-2018             | SO Cholet             | National              | 16          | 6           | 2               | 3               | -                 | -                 | 18    | 9     |
| Total sur la carrière | Total sur la carrière | Total sur la carrière | 220         | 37          | 27              | 14              | 9                 | 0                 | 256   | 51    |